# Weres Riwne
Der NK Weres Riwne ist ein ukrainischer Fußballverein aus der Stadt Riwne. Die Vereinsfarben Rot-Schwarz symbolisieren u. a. Polesien und die Ukrainische Aufständische Armee. Der Schild des Wappens nimmt Bezug auf das Adelshaus Ostrogski, insbesondere den früheren Marschall von Wolhynien Konstantin Iwanowitsch Ostroschski.

## Geschichte
Der Klub wurde 1957 unter dem Namen Kolhospnyk gegründet, nach der Bezeichnung Kolchose für landwirtschaftliche Großbetriebe. Im sowjetischen Fußball spielte der Klub zumeist unterklassig. 1966 wurde der Name zu Horyn Riwne geändert, nach dem durch Wolhynien führenden Fluss Horyn. Nach der Umorganisation des Fußballsystems in der Sowjetunion spielte man in der 2. Liga der ukrainischen Sowjetrepublik. 1972 wurde der Verein Schwerpunktklub der Sportförderung und änderte abermals den Namen zu Awanhard Riwne (ukrainisch Авангард ‚Avantgarde‘).

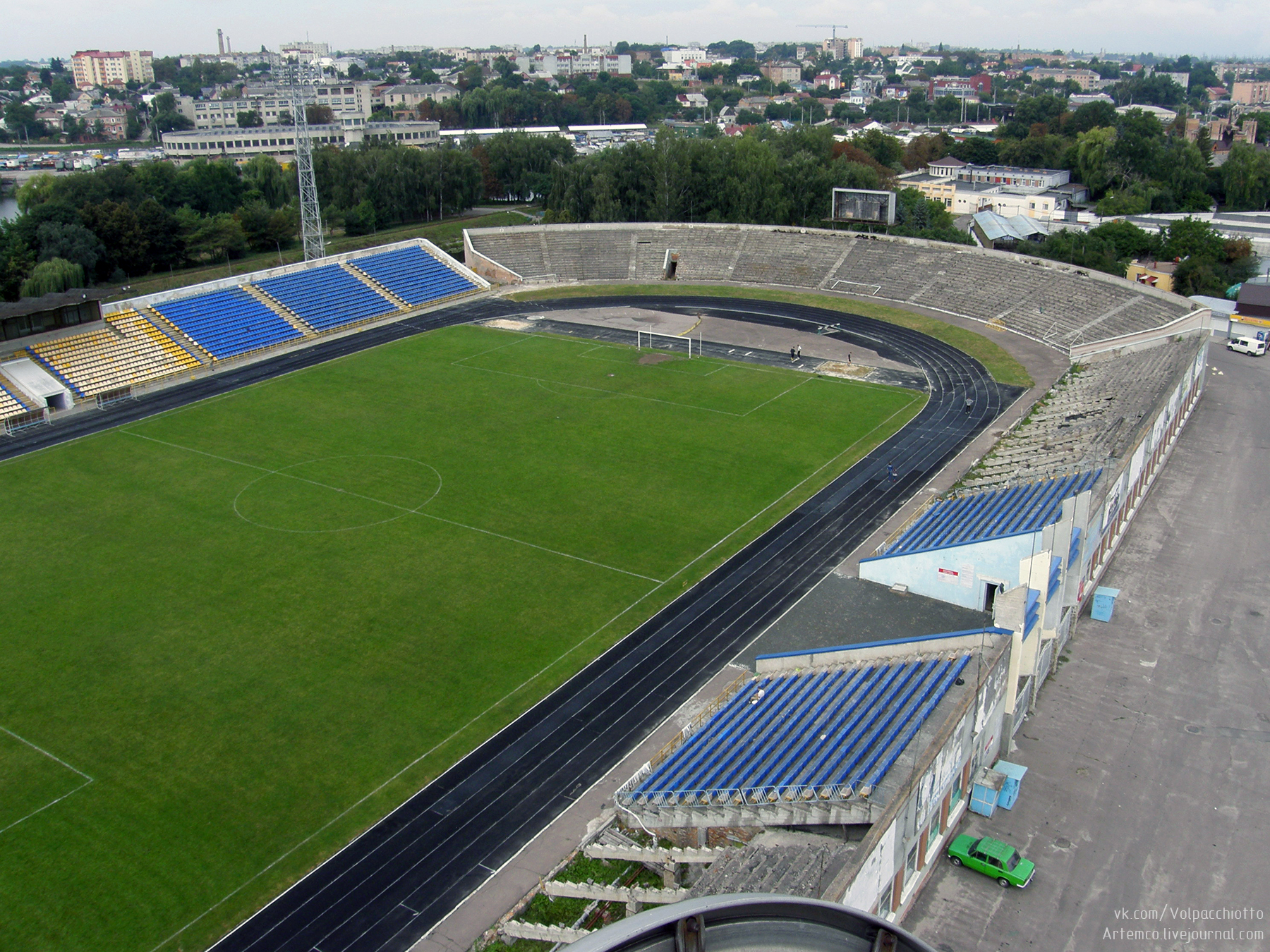
Awanhard-Stadion im August 2013

Mit dem Zusammenbruch der Sowjetunion erfolgte 1991 die Änderung zum heutigen Namen Weres Riwne. 1992 gelang der Aufstieg in die erstklassige Wyschtscha Liha, der der Verein bis 1995 angehörte. Sein größter Erfolg war das Erreichen des Pokal-Halbfinales im Jahr 1994. Nach finanziellen Problemen wurde Weres Riwne 2011 zahlungsunfähig aufgelöst.
2015 wurde der NK Weres als Mitgliederverein wiedergegründet und schaffte mit zwei Aufstiegen in Folge 2017 die Rückkehr in die erstklassige Premjer-Liha. Als 2017 der Lwiwer Geschäftsmann Bohdan Kopytko zum Präsidenten des Vereins wurde, siedelte er ihn nach Lwiw um, woraufhin die Stadt Riwne als Geldgeber des Klubs ausstieg. 2018 folgte eine Fusion mit dem FK Lwiw, der die Lizenz des Vereins in der Premjer-Liha übernahm. Der NK Weres Riwne übernahm die vorherige Drittliga-Lizenz des FK Lwiw, woraufhin zahlreiche Spieler die Mannschaft verließen. Seit 2021 ist der Erwerb von Vereinsaktien möglich. 2021 gelang außerdem erneut die Rückkehr in die Premjer-Liha.
Als größter Rivale gilt Wolyn Luzk, gegen die Weres Riwne im Wolhynien-Derby seit 1960 in 62 Spielen 24 Mal gewann.

## Stadion
Seine Spiele trägt der Verein im Awanhard-Stadion (ukrainisch Авангард ‚Avantgarde‘) aus, das Platz für 13.000 Zuschauer bietet. Es wurde zwischen 2019 und 2022 saniert. Zwischen 2017 und Ende September 2022 spielte Weres Riwne in der Arena Lwiw und dem Awanhard-Stadion in Luzk.

## Statistik

### Erfolge
- Meister der Perscha Liha: 1992, 2021
- Dritter der Perwaja Liga (Sowjetunion): 1981
- Pokal-Halbfinalist (Ukraine): 1994
- Pokal-Finalist (Ukrainische SSR): 1957, 1991

### Erstklassigkeit
| Saison  | Platz | S  | U  | N  | Tore  | +/- | Punkte |
| ------- | ----- | -- | -- | -- | ----- | --- | ------ |
| 1992/93 | 16/16 | 09 | 06 | 15 | 29:42 | −13 | 24:36  |
| 1993/94 | 12/18 | 10 | 12 | 12 | 32:36 | 0−4 | 32:36  |
| 1994/95 | 18/18 | 08 | 07 | 19 | 28:63 | −35 | 31     |
|         |       |    |    |    |       |     |        |
| 2017/18 | 05/12 | 07 | 11 | 04 | 26:17 | 0+9 | 32     |
|         |       |    |    |    |       |     |        |
| 2021/22 | 09/16 | 06 | 05 | 07 | 15:20 | 0−5 | 23     |
| 2022/23 | 13/16 | 08 | 07 | 15 | 35:45 | −10 | 31     |
| 2023/24 | 13/16 | 06 | 10 | 14 | 32:46 | −15 | 28     |
|         |       |    |    |    |       |     |        |
| 2025/26 |       |    |    |    |       |     |        |

## Bekannte Spieler
- Wassyl Kobin (* 1985)
- Serghei Kvasnikov (* 1960)